# Batalla de Namasigüe
La Batalla de Namasigüe fue una acción bélica que se desarrolló entre el 17 y el 23 de marzo de 1907 en territorio del actual departamento hondureño de Choluteca, en el marco de la guerra impuesta a Nicaragua contra los ejércitos combinados de Honduras y El Salvador, y fue la acción militar más grande de ese conflicto.
Se enfrentaron los ejércitos aliados de Honduras y El Salvador contra Nicaragua. El Ejército de Nicaragua, comandado por el General Aurelio Estrada Morales derrotó a las fuerzas aliadas honduro-salvadoreñas dirigidas por el General José Dolores Preza Montalvo, luego de siete días de cruentos combates.
Después de la batalla, se inició la caída del gobierno hondureño del General Manuel Bonilla, la cual culminó con su rendición incondicional en la isla de Amapala situada en el golfo de Fonseca sobre el océano Pacífico.
El sitio de la batalla fue un lugar llamado Namasigüe que en lengua náhuatl significa Agua de las Mujeres.

## Antecedentes
En enero de 1907, el Gobierno de Honduras acusó a Nicaragua de ayudar con armas a los exiliados hondureños que atacaban los puestos fronterizos, liderados por el general Miguel Oquelí Bustillo quien trataba de derrocar al Presidente, general Manuel Bonilla. 
Tropas del Ejército de Honduras, al mando del general Teófilo Cárcamo persiguieron a un grupo de atacantes, penetrando a territorio nicaragüense hasta el puesto fronterizo llamado Los Calpules, incendiándolo. 
En respuesta, el presidente de Nicaragua, general José Santos Zelaya López procedió a reconcentrar tropas a lo largo de la frontera norte. Además, conforme el Pacto de Paz firmado en puerto Corinto en 1902, el Gobierno de Nicaragua recurrió al Tribunal de Arbitraje y acusó a los militares hondureños de haberse apoderado de Los Calpules por tres días, además de saquear, destruir propiedades y del fusilamiento de dos soldados nicaragüenses que habían sido capturados, hasta que una patrulla del Ejército de Nicaragua los expulsó, exigiendo al Gobierno de Honduras explicaciones y satisfacciones por el ataque, el gobierno de Honduras declaró disuelto, el Pacto, y el 18 de febrero invadió nuevamente territorio nicaragüense por el puesto fronterizo de Tapacales, Nueva Segovia, los que fueron inmediatamente rechazados por los soldados nicaragüenses. 
El Tribunal que tenía su sede en El Salvador (en ese momento un aliado de Honduras), decidió que para dar trámite al reclamo, el Gobierno de Nicaragua tenía que retirar a los militares que estaban en la frontera. El presidente Zelaya López rechazó tal condición al considerarla que vulneraba la defensa nacional y exigió que el Tribunal acogiera la queja interpuesta por Nicaragua. 
Desde el primer ataque, el comandante general Zelaya había tomado la decisión de reforzar las unidades fronterizas y de acuerdo con el análisis de la situación general se previó el incremento de los ataques enemigos, por lo que decidió organizar el Ejército de Nicaragua en cinco secciones: 
- Ejército del Noroeste bajo el mando de los Generales Aurelio Estrada, Nicasio Vásquez Gutiérrez y Juan Bautista Sáenz.
- Ejército del Norte bajo las órdenes de los Generales Erasmo Calderón, Emiliano J. Herrera y Ramón Fiallos.
- Ejército de la Costa Norte del Litoral Atlántico con la jefatura del general Juan José Estrada, el coronel Luis Isaula y el teniente coronel José A. Treviño.
- dos secciones que correspondían a las unidades del Ejército que operaban en el Pacífico y en la seguridad interior de la República.

Oficialmente, el general Zelaya emitió un decreto autorizado por el Congreso de la República, que aceptaba la guerra que había provocado el gobierno de Honduras que presidía el general Manuel Bonilla. La población nicaragüense respondió al llamado del Gobierno de Nicaragua al servicio de las armas.
La guerra de Nicaragua contra las tropas unidas de Honduras y El Salvador fue entre el 18 de febrero y el 27 de marzo de 1907.
El 25 de febrero los jefes militares se reúnen con el general Camilo Castellón Lacayo, Ministro de la Guerra y Marina, designado por el presidente Zelaya como jefe de las operaciones militares, en San Bernardo discuten el Plan General de Campaña aprobado, que contemplaba la organización de la defensa del territorio nicaragüense y el paso del Ejército de Nicaragua a la ofensiva, por lo que se organizaron las columnas expedicionarias que desarrollarían las acciones principales y movilización, transporte e ingeniería, prestando especial interés a la asignación de cirujanos, ambulancias, bancos de sangres y hospitales para la atención de los heridos de combate.

## La declaratoria de guerra
El 1 de marzo de 1907, el Congreso de La República de Nicaragua emitió el siguiente decreto:
"Artículo único.- La República de Nicaragua acepta la guerra que le ha provocado el Gobierno de Honduras. En consecuencia hará uso de todas las fuerzas de que dispone y de los derechos que le competen, hasta donde lo demande el completo desagravio que se le debe por los ultrajes inferidos a su honor y dignidad."
De acuerdo con las decisiones aprobadas por la Comandancia General, el Ejército de Nicaragua pasó a la ofensiva hacia el territorio hondureño dividiendo sus fuerzas en tres columnas expedicionarias:
- la Atlántica, a las órdenes del general Juan José Estrada Morales, salió de Bluefields y tomó por mar las ciudades de Trujillo y Puerto Cortés.
- la Central, al mando de general Emiliano J. Herrera,[2] partió desde Nueva Segovia penetrando en dirección a San Marcos de Colón, se tomó el poblado e instaló un gobierno provisional;
- la Sur, bajo la autoridad de general Aurelio Estrada, desde Chinandega avanzó penetrando hacia Choluteca.

Ya para el 8 de marzo, una serie de tropas nicaragüenses se encontraban dislocadas en territorio hondureño. Cerca de Namasigüe estaba el general Nicasio Vásquez Gutiérrez; en El Corpus, el entonces coronel Alfonso Valle Candía. También cerca de Namasigüe los generales Rodolfo Portocarrero, Juan Bautista Sary y Roberto González que llegaría a ser conocido como «El León de Namasigüe».
Otros nicaragüenses, además de los mencionados, que tuvieron una destacada participación en Namasigüe fueron: generales Concepción Flores, Julián Irías y Francisco Altschul; coroneles José de Jesús Uriza, Adán Espinoza, Isidro Ramírez, Ascensión Flores Rivas, Rafael Medina, Saturnino Cuadra, Cornelio Aráuz, Alejandro Carias y Julián Corea.

## Situación de las tropas
El sábado 16 de marzo, la situación de las tropas del Ejército de Nicaragua era la siguiente: 
- en Somotillo, se encontraba el general Aurelio Estrada con su Estado Mayor, un batallón de la brigada del general Concepción Flores, dos compañías de infantería, una compañía de caballería, la brigada del general Fonseca y una batería de artillería;
- en Concepción de María, una compañía;
- en El Triunfo, una compañía,
- en El Corpus, el general Nicasio Vásquez con su Estado Mayor, cuatro batallones de infantería, un pelotón de artillería y una brigada de caballería bajo el mando del coronel Demetrio Vergara.
- en Los Portillos (Sabanagrande, Francisco Morazán), parte central, se ubicó el general González con sus unidades y el batallón del teniente coronel Onofre Silva; en el flanco izquierdo los batallones de los coroneles Isidro Ramírez, Adán Espinoza y José de Jesús Uriza; y en el flanco derecho las tropas del teniente coronel Ubaldo Chávez.

La composición de las tropas honduro-salvadoreñas ascendía a cinco mil hombres, organizados de la manera siguiente:
- por el Ejército de El Salvador, tres mil hombres bajo el mando del General en Jefe José Dolores Preza y el general Alejandro Gómez, quienes avanzaron por el centro; por el flanco derecho dirigieron las tropas los generales Avelar y Licona y el coronel Pilar Martínez; por el flanco izquierdo los generales Paulino Godoy, Benito Chavarría y Rafael Hernández, de nacionalidad nicaragüense integrados al Ejército de El Salvador.

- por el Ejército de Honduras, unos dos mil hombres al mando del general Salomón Ordóñez en la plaza de San Marcos de Colón; fuerzas al mando del Presidente de la República general Manuel Bonilla en Choluteca; fuerzas al mando del Ministro de Guerra y Gobernación, general Sotero Barahona, en Yuscarán (El Paraíso); y tropas al mando del coronel Tomás Arita en Ocotepeque.

## La batalla

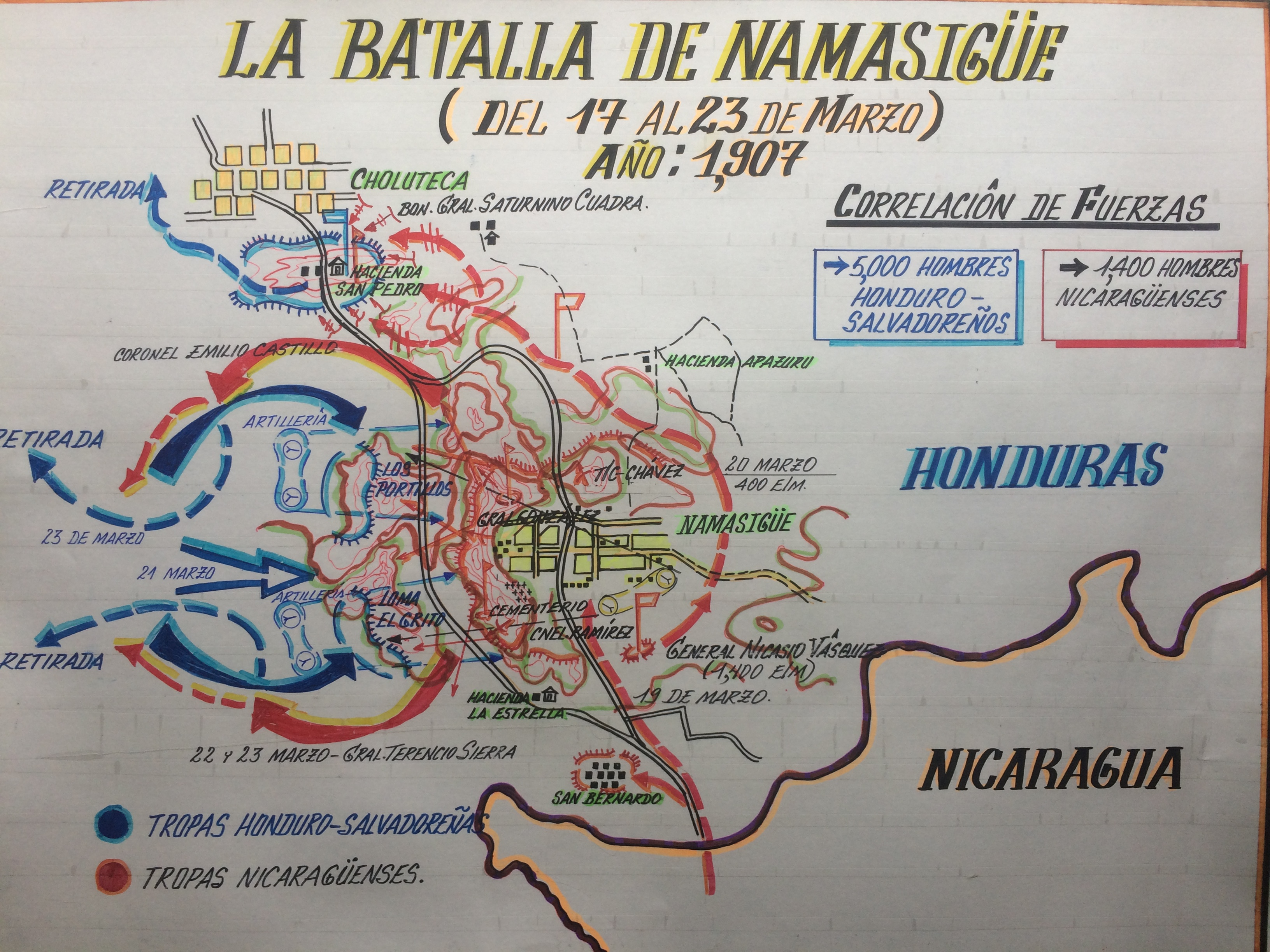
Esquema de la Batalla de Namasigüe (1907).

Se calcula que por el ejército de El Salvador participaron 3000 hombres al mando de los generales José Dolores Preza Montalvo y Alejandro Gómez Avilar, y el coronel Pilar Martínez. También los exiliados nicaragüenses, generales Paulino Godoy, Benito Chavarría y Rafael Hernández, quienes fueron participantes de la Revolución Liberal de 1893. Las tropas hondureñas tuvieron como jefe al Presidente de la República, general Manuel Bonilla, y al general Salomón Ordóñez; el ministro de Guerra y Gobernación, general Sotero Barahona y el general Tomás Arita. Participaron más de cuatro mil hombres por ambos ejércitos y unos 1500 por Nicaragua.
El general salvadoreño Preza Montalvo subestimó al ejército nicaragüense, tanto así que al salir de San Salvador, había dicho:
"Me amarré las botas en el Cuartel de El Zapote en San Salvador, y hoy a las cinco de la tarde me las voy a desamarrar en el Campo Marte de Managua."
Las operaciones iniciaron el domingo 17 de marzo, con el fuego de la artillería a las posiciones de las tropas nicaragüenses, sin causar daño alguno, asimismo el fuego respondido por la artillería nicaragüense. El general en Jefe Estrada, de Nicaragua, al conocer del ataque a Namasigüe se trasladó al lugar inmediatamente, llegando con su Estado Mayor el lunes 18 en la madrugada. Este mismo día continuó el ataque artillero honduro-salvadoreño, coordinado con las fuerzas de infantería para romper las líneas defensivas por el centro, objetivo que no fue logrado por la resistencia de las fuerzas nicaragüenses. Los combates se prolongaron hasta las siete y treinta de la noche, reportándose numerosas bajas en ambas filas. 
Debido a lo complejo de la situación bélica, el general Estrada ordenó al general Vásquez trasladarse a Namasigüe para reforzar las tropas que enfrentaban a un enemigo superior en la cantidad de fuerzas, con una relación de un nicaragüense contra cuatro honduro-salvadoreño. Las unidades del general Vásquez compuestas por dos batallones al mando de los coroneles Rafael César Medina y Saturnino Cuadra, tres compañías del batallón de teniente coronel Julián Corea, la brigada de caballería del coronel Vergara y un pelotón de artillería, llegaron a Namasigüe el martes 19 de marzo, a las nueve de la mañana. Los combates continuaron durante todo el día, manteniéndose sin alteración las posiciones defendidas por los nicaragüenses.
El general Vásquez, el 20 de marzo, se dirigió en ofensiva hacia las posiciones honduro-salvadoreñas que se encontraban en a hacienda San Pedro, su flanco derecho, el ataque lo realizó con cuatrocientos hombres logrando recuperar la Plaza y obligando al enemigo a huir en desbandada. Para organizar la defensa de este sector el general Vásquez dejó un batallón al mando del coronel Saturnino Cuadra. Esta acción ofensiva fue determinante para fortificar el flanco izquierdo del Ejército nicaragüense y concentrar los esfuerzos principales en el frente de defensa y en el flanco derecho. 
Las fuerzas enemigas el día 21 realizaron un movimiento de flancos alrededor de las posiciones de las tropas del general González y del teniente coronel Silva que defendían el centro, ocuparon la loma El grito y otras cercanas, desde las que abrieron fuego de artillería con el objetivo de romper las líneas defensivas, principalmente a de Los Portillos. El fuego fue respondido con el empleo efectivo de las piezas Maxim, lográndose neutralizar los ataques.
La disparidad numérica de los dos ejércitos fue compensada por el lado nicaragüense con armas como las ametralladoras Maxim y Gatling, utilizadas por primera vez en las guerras de Centroamérica. Con estas armas diezmaron las filas de las fuerzas aliadas honduro-salvadoreñas.
El Ejército de Nicaragua contaba con el siguiente armamento: cañones Krupp, cañones de montaña de 42 mm sistema Hotchkiss; piezas de artillería de repetición de 37 mm, obús de 75 mm, cañones Skoda, fusiles Remington, fusiles Mauser, ametralladoras Maxim y Gatling. Las primeras armas modernas fueron compradas por medio del ciudadano francés, Francisco Labreau.
Otros jefes nicaragüenses participantes en la batalla fueron los coroneles Rafael César Medina, Saturnino Cuadra y Demetrio Vargas, el teniente coronel Julián Corea, todos al mando del general Nicasio Vásquez Gutiérrez. El general Roberto González y el teniente coronel Onofre Silva dirigían el ataque de artillería, en especial ametralladoras Maxim.

## Las acciones finales y decisivas
Con el fin de distraer a las fuerzas enemigas y quitarle su iniciativa en el ataque al centro, las tropas nicaragüenses, el 22 de marzo, al mando del general Vásquez realizaron un nuevo movimiento ofensivo de rodeo hacia las posiciones de la retaguardia honduro-salvadoreñas. Al frente de estas operaciones se designó al general Terencio Sierra y al coronel Emilio Castillo, quienes con su batallón asestaron un contundente golpe a las fuerzas enemigas logrando desalojarlas por la mañana del 23 del mismo mes. 
En estas acciones se destacaron por su valentía los doctores Benjamín Francisco Zeledón Rodríguez, Zenón R. Rivera, el señor Roberto C. Bone y el humilde soldado Ramón Montoya, quien murió heroicamente y se convirtió en el más elevado ejemplo y símbolo del patriotismo nicaragüense. Así concluye la heroica victoria nicaragüense en Namasigüe, sin lugar a dudas la Batalla más importante de la guerra contra los ejércitos de Honduras y El Salvador.

### Batalla de Maraita
Posteriormente el 24 de marzo, las tropas nicaragüenses entraron victoriosas a Choluteca y dirigieron algunos batallones en la persecución de fuerzas enemigas, el ejército hondureño logró organizarse en el poblado de Maraita (Batalla de Maraita), donde bajo el mando del doctor y general Sotelo Barahona presentaron resistencia durante 3 días a las tropas nicaragüenses, prolongándose los combates hasta el día 27 cuando el Ejército de Nicaragua logró la victoria total. 
Tegucigalpa capituló y las tropas nicaragüenses entraron a la ciudad. El presidente hondureño general Manuel Bonilla, quien había huido a la isla de Amapala, se rindió a cambio que se le respetara su vida.
El general José Santos Zelaya impuso como Presidente provisional al general Terencio Sierra, insigne y valiente militar hondureño perteneciente al Ejército de Nicaragua, quien después en ese mismo año de 1907 se retiró a vivir en Granada donde descansan sus restos mortales.

## Consecuencias
El 24 de marzo las tropas nicaragüenses tomaron Choluteca, el 27 entraron a la capital Tegucigalpa donde tomaron la ciudad, la casa presidencial de Honduras fue ocupada, bajaron la bandera hondureña y fue reemplazada por la bandera nicaragüense en alusión que el país estaba siendo controlado por Nicaragua
El Presidente de Honduras, general Bonilla y su gobierno se refugiaron en la isla de Amapala donde entregaron el poder, según el Tratado de Paz de Amapala (11 de abril de 1907), firmado por Julián  Irías, el propio Bonilla y Mr. Robert M. Doyle, capitán del "Chicago", el barco estadounidense impidió que el Ángela y el Momotombo destruyeran el puerto de Amapala.
Como Presidente Interino tomó posesión el general hondureño Terencio Sierra, quien más tarde regresó a Nicaragua, residiendo en la ciudad de Granada, donde falleció.
En su política intervencionista en Centroamérica, Zelaya declaró la guerra a Fernando Figueroa de El Salvador y apoyó al opositor, Prudencio  Alfaro. En  ataques por mar, se apoderó de los puertos de  Acajutla    pero en Sonsonate, fue derrotado y la expedición acabó en desastre.